# Sylvietta whytii
Sylvietta whytii е вид птица от семейство Macrosphenidae.

## Разпространение
Видът е разпространен в Бурунди, Етиопия, Зимбабве, Кения, Малави, Мозамбик, Намибия, Руанда, Судан, Танзания, Уганда и Южен Судан.